# 上海虹橋站
上海虹桥站位于上海市闵行区，于2010年7月1日启用，東侧為上海虹桥国际机场T2航站楼，是京沪高速铁路、沪宁城际铁路、沪昆高速铁路、沪苏通铁路和沪苏湖高速铁路使用的高速铁路车站。上海虹桥站每日开行270余对高铁列车，日均发送客流17万人次，单日最高客流发送量达到42.42万人次，是上海局集团上海直属站管理的特等站及虹桥综合交通枢纽的重要组成部分，为华东地区最重要的铁路客运枢纽。
上海虹桥站设高速和综合两个车场，总规模为16台30线，其中高速场10台19线，综合场6台11线，高速场和综合场均拥有侧式站台各一个。站房总建筑面积约24万平方米。

## 概要

### 建设
原规划中接入沪昆客运专线、京沪高速铁路的轮轨高速铁路大型客运站原位于七宝站附近，后因为该地距离上海虹桥国际机场过近，位于跑道的端净空内，对航空安全影响较大。尽管原设计方通过了“下沉站场、土地利用”等方式提出解决方案，但原七宝高铁站的方案仍旧被推翻。之后，上海机场集团重新论证选址，并与2004年11月发表的《上海航空枢纽战略规划》中提出“机场的规划不应仅考虑机场本身，还要考虑到整个综合交通体系的问题”，因此将原虹桥机场扩建计划中航站楼以及西跑道的位置向东1350米并腾出8平方千米面积的土地建设高铁车站，高铁站最终定址虹桥，成为了虹桥交通枢纽的一部分。
车站项目于2006年3月得到上海市人民政府的正式批准，并于2008年7月20日作为京沪高速铁路的附属工程正式开工。

### 运营
2010年7月1日，上海虹桥站作为上海世博会的附属工程、随沪宁城际高速铁路开通而同步运营，初期仅开放西侧站场、候车室的11个站台11条股道和22个检票口，以安排开行以沪宁高铁本线列车为主的62对动车。同年10月26日，沪杭高速铁路正式通车，上海虹桥站承担始发终到南下动车组列车的作业，上海南站不再开行D字头列车；同时开行前往杭州站方向的高速动车组列车。
2011年5月11日，上海虹桥站开始接发仍在试运行阶段的京沪高速铁路检测列车，作为京沪高铁开通前最后的试运行。同年6月30日，京沪高速铁路开通，上海虹桥站成为京沪高铁的始发站。同时，大量开行的跨线车使上海虹桥站成为了京沪高铁和沪昆高铁的中转站。
2014年7月1日，上海虹桥站成为上海铁路局率先试点站内Wi-Fi的八个试点车站之一，其WiFi免费为乘客提供上网服务。同时为应对上海虹桥站作为两大干线的终点站、转车客流多的特点，2015年9月29日车站候车室检票口安装了反向闸机供换乘旅客使用，中转旅客可由站台层乘坐垂直电梯经检票口直接进入候车厅换乘。
上海虹桥站投入使用后部分股道开始出现沉降现象，并在2012年春运期间沉降量增加。铁路部门因此在2012年春运后将股道进行整平。但由于站台本身亦开始出现沉降，导致站台面和旅客列车车厢内地坪面出现高差。站台沉降现象自2014年开始加剧，至少52000平方米的站台发生沉降情况，呈现“南北大中间小”的现象，最大沉降幅度达到500毫米，导致站台面的花岗岩地板碎裂；同时钢结构雨棚亦出现锈迹。2018年8月开始，为迎接首届中国国际进口博览会的召开，上海虹桥站委托中铁第四勘察设计院开始对站台和雨棚钢结构进行整治工程，为期大约100天。为不影响车站的运营和避免媒体关注，所有施工都于夜间进行。
2021年6月18日，作为沪苏湖高速铁路引入上海枢纽工程的一部分，上海虹桥站综合场南咽喉与高速场南咽喉间建成一条新渡线，进一步提高了通过能力；此外重建既有虹七上、下行联络线。2024年9月，新建沪苏湖铁路经施工后顺利引入虹桥综合场。
2022年3月上海市2019冠状病毒病聚集性疫情爆发后，上海实施封控政策、上海虹桥站停靠列车大量停运。3月12日车站暂停中转换乘。4月14日起，仅开放出发层南落客平台（2F南）进站。至4月中下旬疫情高峰时期，上海虹桥站每日仅有G10、G7376、G7511、G7375次4趟列车停靠。随着疫情逐渐好转、上海市宣布自5月16日开始分三阶段解封。上海虹桥站外出现了大量因购票不成功等因素而滞留的离沪人员，不少人露宿在车站外的高架、并出现了票贩子倒卖车票的情况。5月20日、6月1日起，分别恢复西广场出入口（1F西）和出发层北落客平台(2F北)进站通道进站通道。

## 车站结构

### 站房
上海虹桥站总建筑面积44万平方米，其中站房总建筑面积约24万平方米，无站台柱雨棚面积6.9万平方米。站房平面呈长方形，长409.7米，宽162米，将站场包裹在内，为钢管混凝土柱-钢桁架组合框架结构体系。相关工程由铁道部第三勘察设计院集团有限公司、中铁第四勘察设计院集团有限公司和上海现代建筑设计（集团）有限公司设计。由上海建工（集团）总公司、中铁二十四局集团有限公司联合体总承包施工。由上海天佑工程咨询有限公司和上海建科建设监理咨询有限公司联合体承担工程监理。

#### 出发区
上海虹桥站出发区分别位于地面层和高架层。其中地面层与站台齐平，东、西两个进站广厅、西北辅助办公楼（车站管理办公使用）、西南辅助办公楼（公安办公使用）将站台包围。其中东进站广厅长162米、宽30米，西进站广厅长162米、宽36米。
车站高架层横跨股道上方，标高10米。出发高架层东西长410米、宽162米。南北两侧设有站前平台和汽车落客匝道，宽度分别为12米和36米。每一侧的站前平台各设有15个进站口，但实际仅开放部分进站口。高架层共分为三个部分，南北为宽42米的人行通廊，将宽72米的候车区域夹在中间：候车区面积为11340平方米，最高可同时容纳1万人候车。候车大厅周围设有10个人工售票处和2个自助售票处，共设人工售票窗口154个，自助售票机80台。其中第6售票处4号窗口、第3售票处89号窗口为中国东方航空公司“空铁联运”产品取票专窗。第12售票处现已改造为综合服务中心，提供外币自助兑换、旅游咨询、空铁联运、中铁银通卡、常旅客服务、团体旅客业务、高铁便民托运服务等服务。
除周边城市举办重大活动外，上海虹桥站不实施旅客实名制验证工作，成为全中国仅有的无法真正实施实名制购票验证进站的高铁车站。上海虹桥站管理层曾筹划将售票处移至站外以减少闲杂人口流入候车厅，但未能成事。从2018年10月2日起，在南北进站口进行自助实名制核验；10月30日起，全站各进站口均进行实名制核验，但只核验人、证的一致性，同时车站设立了7台临时身份证明自助打印机，方便旅客自助打印临时证明。
候车室内除了候车座椅还设有“心尚”雷锋服务站、直饮水、卫生间、商铺等设施。2018年为迎接首届进博会召开，车站对“互联网智能e站”进行了改造，旅客可通过触摸屏查询出行信息，也可使用电脑，为手机等智能设备充电，甚至可以通过自助值机柜台办理东航、上航航班的值机手续。2022年，上海虹桥站原3号、5号候车区位置建成680平方米的北商务座候车区，原4号、6号候车室位置建成680平方米的南商务座候车区。
上海虹桥站出发区共设有32个检票口，编号A1-A30和B1-B30号，分别对应30个站台。其中B开头的检票口全部位于候车室南侧，通过验票闸机后设有楼梯和自动扶梯通向站台；A开头的检票口位于候车室北侧，除了楼梯和自动扶梯外还设有一个升降电梯和一个换乘闸机。
- 进站口的自助身份验证机与安检通道
- 出发层其中的一个自动取票点
- 进站验票闸机

#### 到达区
上海虹桥站到达层位于B1层，股道的下方，标高-11.55米。每一个站台面均设有南北两处楼梯通往出站区域，其中北侧楼梯配有一组扶梯，南侧楼梯配有两组扶梯和一组升降电梯。到达层共设有六个出站付费区，每个出站付费区相对独立，均设有出站闸机，并开启部分出站口的大门。其中，1—7号站台对应到达南（北）1—4号口；8—19号站台对应到达南（北）5—10号口；20—30号站台对应到达南（北）11—15号口每相邻的到达付费区之间设有一个通往接驳出租车等候区的入口。
在南北到达口之间，则系连接东西广场的地下人行通廊和商业区域，每条通廊宽24米。其中，南/北出口11-15号口之间设有上海地铁虹桥火车站站的站厅区，设有地铁自动售票处和进出站闸机。而1-10出站口之间则属于高铁虹桥商业中心，内设各式快餐店和便利店。在商业区和地铁站厅之间设有售票处，以方便地铁出站旅客购票和取票。

#### 商场
上海虹桥站拥有丰富的站车商贸，是目前中国商业环境最好、旅客购买能力最强的高铁车站。早在规划初期，时任铁道部部长刘志军在参考了日本新干线和港铁的地产开发后便对虹桥火车站的商业效益此十分重视，专门为此成立了高铁虹桥商业中心，由新上铁集团下属。目前高铁虹桥商业中心位于上海虹桥站B1层和3F层，每日大约带来3000多万元的现金流，成为刘志军其通过第三产业的发展来促进铁路跨越式发展的一个象征。车站在出发层和到达层引进超过100多个品牌经营，提供餐饮、酒吧、文化、购物等各式休闲服务，其中食品、餐饮和百货各占30%，其余种类则占1成。
车站高架层的商业中心部分位于站房东侧和西侧的阁楼上，还有部分位于四角的人行通廊上方，共有6个区域。相邻区域通过数条宽3米的人行天桥连接，其中东端三个阁楼的天桥跨度为30米，西端三座阁楼的连接天桥跨度达到了48米。

### 站场
车站设16站台30线，全部为到发线，站台包括14个岛式站台和2个侧式站台。所有站台中部上方为高架站房，南北两侧被无站台柱雨棚覆盖。
上海虹桥站分设高速场和综合场。其中高速场10台19线，主要接发经京沪高速铁路、沪昆高速铁路运行列车。高速场所有站台长450米，其中2-19道间设有9座宽12米的中间站台，1站台为侧式站台，宽20米；高速场9道、10道为正线，为有砟道床。综合场（早期称城际普速场）6台11线，主要接发经沪宁城际高速铁路、沪苏通铁路和沪苏湖高速铁路运行的列车。综合场所有站台长500米，其中20-29道间设有5座岛式站台，宽12米，30站台为侧式站台，宽16米。沪苏湖高速铁路和虹七铁路接入综合场南咽喉，虹七铁路上下行正线外包沪苏湖高速铁路正线。车站20、21站台（道）连接综合场上行和高速场下行，供沪昆-沪宁跨线列车使用；20站台每日曾有85趟列车停靠，是中国铁路系统内最繁忙的站台。
目前高速场由上海铁路局担当的始发列车主要在车站北侧的虹桥动车运用所整备，站场北侧设有长4.5千米的出库线与之相连。而城际场则既有在位于车站北侧的虹桥所、南翔动车运用所，也有在南侧的上海南动车运用所整备。因此城际场设有往北的封虹线、虹所出库线通往虹桥所和南翔所，也有向南的虹七线经过七宝站后经过沪昆铁路、莘李联络线、上海南线后前往上南所整备。

## 旅客列车目的地
目前上海虹桥站每天开行列车200多对，平均每84秒就有一趟列车驶出该站。
目前部分外局、外段列车交路需在上海过夜，因此部分乘务会在车站附近的虹桥乘务公寓过夜。虹桥乘务公寓于2014年11月28日启用，位于申兰路南虹港附近。公寓占地3006平方米，建筑总面积3223平方米，设有67间客房和352张床位。2018年1月，位于申贵路的虹桥行车公寓综合楼启用。综合楼占地10022平方米，设有A、B两栋楼，建筑面积31990平方米，地上12层，地下1层，内设918个床位。

### 跨局始发列车
| 目的地     | 车次 | 铁路局       |
| ---------- | --- | ------------ |
| 北京南     | G6、G8、G10、G12、G14、G16、G102、G104、G106、 G110、G112、G114、G116、G118、G122、G124、G126（非每日开）、G130、G132                                                                                                 | 上海局集团   |
| 北京南     | G4、G18、G20、G22、G24、G28、G134、G138、G140、G142、G144、G146、 G148、G150、G152、G154、G156、G160 | 北京局集团   |
| 石家庄     | 经京沪高铁、石济客专：G54 | 上海局集团   |
| 石家庄     | 经京沪高铁、石济客专：G1960 经京沪高铁、宁蓉线、京港高铁、郑阜高铁、京广高铁：G2812 | 北京局集团   |
| 广州南     | G85 非每日开动卧：D931、D935 | 上海局集团   |
| 广州南     | G1305 | 广州局集团   |
| 香港西九龍 | G99（滬港日間座席，經由滬蘇湖、合杭、杭昌、昌贛，贛深高速鐵路，CR400BF-A） | 上海局集团   |
| 香港西九龍 | G899（滬港夜間动卧，經由杭州東站、寧波站，CR400AF-AE） | 广州局集团   |
| 深圳北     | G643 | 广州局集团   |
| 青岛       | G234、D2140 | 济南局集团   |
| 天津西     | G262 | 上海局集团   |
| 天津西     | G264、G268、G270 | 北京局集团   |
| 济南东     | G298 | 济南局集团   |
| 西安北     | 经由京沪高铁、徐兰客专：G360 经由京沪高铁、宁蓉线、京港高铁、徐兰客专：G3176 | 上海局集团   |
| 西安北     | 经由京沪高铁、徐兰客专：G1920、G1924、G1928、G1932、G1940 经由京沪高铁、宁蓉线、京港高铁、徐兰客专：G3152 经由虹封线、黄封线、沪苏通线、盐通客专、徐盐客专、徐兰客专：G3296                                           | 西安局集团   |
| 西安北     | G1936 | 郑州局集团   |
| 长沙南     | 向北（经由京沪高铁、宁蓉线、京广高铁）：G576、G1772 向南（经由沪昆高铁）：G1343、G1347 | 上海局集团   |
| 长沙南     | 向南（经由沪昆高铁）：G1355、G1359、G1361、G1363、G1365 | 廣州局集团   |
| 株洲西     | 向北（经由京沪高铁、宁蓉线、京广高铁）：G1776 | 广州局集团   |
| 汉口       | G598、G1724 经沪宁城际线、宁蓉线：D3010、D3056 经虹封线、黄封线、沪通线、宁启线、宁蓉线：D3064、D3090 | 上海局集团   |
| 汉口       | G1768、D3014、D3032、D3042、D3046、D3094 | 武汉局集团   |
| 武汉       | G676 | 上海局集团   |
| 武汉       | G1720、G1728 | 武汉局集团   |
| 武汉       | G1736 | 西安局集团   |
| 哈尔滨西   | G1204 | 哈爾濱局集团 |
| 長春       | G1214、G1258 | 沈陽局集团   |
| 丹东       | G1232 | 沈陽局集团   |
| 吉林       | G1236 | 沈陽局集团   |
| 大连北     | G1252 | 沈陽局集团   |
| 贵阳北     | G1329 | 成都局集团   |
| 贵阳北     | G1321 | 上海局集团   |
| 重庆西     | 经沪昆高铁、渝贵铁路：G1333 经京沪高铁、徐兰客专、西成高铁、成渝高铁：G1974 | 上海局集团   |
| 重庆西     | G1337 | 成都局集团   |
| 邵阳       | G1353 | 廣州局集团   |
| 邵阳       | G2365 | 上海局集团   |
| 永州       | G1357 | 廣州局集团   |
| 怀化南     | G1369 | 廣州局集团   |
| 昆明南     | G1371 | 昆明局集团   |
| 昆明南     | G1373、G1377 | 上海局集团   |
| 赣州西     | G1383 | 南昌局集团   |
| 赣州西     | G1385 | 上海局集团   |
| 南昌西     | 经沪昆高铁：G1387、G1395 经沪宁高铁、宁安客专、京港高铁、昌九城际：G1464 | 南昌局集团   |
| 南昌       | G1389 | 南昌局集团   |
| 九江       | G1393 | 上海局集团   |
| 萍乡北     | G1471 | 上海局集团   |
| 南宁东     | G1501 | 南寧局集团   |
| 福州       | G1631 | 上海局集团   |
| 福州       | G1637、G1639 | 南昌局集团   |
| 平潭       | G1635 | 南昌局集团   |
| 厦门北     | 经由沪昆高铁、合福高铁、杭深綫：G1651 经由沪昆高铁、杭绍台高铁、杭深线：G1673 经由沪昆高铁、杭深线：D3291 | 南昌局集团   |
| 厦门北     | 经由沪昆高铁、合福高铁、杭深綫：G1653、G1655、G1657 经由沪昆高铁、杭绍台高铁、杭深线：D3201 经由沪昆高铁、杭深线：D3205                                                                                               | 上海局集团   |
| 厦门       | G1659 | 南昌局集团   |
| 驻马店西   | G1716 | 武汉局集团   |
| 周口东     | G1764 | 西安局集团   |
| 银川       | G1802 | 上海局集团   |
| 银川       | G3174 | 兰州局集团   |
| 郑州东     | G1806 | 上海局集团   |
| 郑州东     | 经由京沪高铁、徐兰客专：G368、G1814、G1810、G1818 经由京沪高铁、宁蓉线、京港高铁、郑阜高铁：G1826 经由沪宁城际、连镇客专、徐盐客专、徐兰客专：G2612 经由虹封线、黄封线、沪苏通线、盐通高铁、徐盐客专、徐兰客专：G3280 | 郑州局集团   |
| 洛阳龙门   | G1822 | 郑州局集团   |
| 太原南     | 经京沪高铁、商合杭高铁、郑阜高铁：G1956 经虹封线、黄封线、沪苏通线、盐通高铁、徐盐客专、徐兰客专、郑太客专：G3132 | 上海局集团   |
| 太原南     | G3144 | 太原局集团   |
| 焦作       | G1948 | 上海局集团   |
| 许昌东     | G1986 | 上海局集团   |
| 兰州西     | 经由京沪高铁、徐兰客专：G1970 经由京沪高铁、宁蓉线、京港高铁、徐兰客专：G3164 | 上海局集团   |
| 兰州西     | 经由京沪高铁、宁蓉线、京港高铁、徐兰客专：G3180 | 兰州局集团   |
| 成都东     | 经沪昆高铁、成贵高铁：G2189、G2193 | 上海局集团   |
| 成都东     | 经虹封线、黄封线、沪苏通线、盐通高铁、徐盐客专、徐兰客专、西成客专：G3284 经沪汉蓉线：D352、D636、D2206 | 成都局集团   |
| 济南西     | 经京沪高铁：G2662 经盐通高铁：D2124 | 济南局集团   |
| 广州东     | G3073 | 上海局集团   |
| 十堰东     | G3230 | 郑州局集团   |
| 南阳东     | G3252 | 郑州局集团   |
| 沙坪坝     | G3288 | 上海局集团   |
| 泸州       | G3292 | 上海局集团   |
| 莆田       | D381 | 南昌局集团   |
| 珠海       | 非每日开动卧：D941 | 上海局集团   |
| 烟台       | D2136 | 济南局集团   |
| 重庆北     | D2216 | 上海局集团   |
| 重庆北     | D2268 | 成都局集团   |
| 青岛北     | D2914 | 济南局集团   |
| 青岛北     | D2146 | 上海局集团   |
| 荣成       | D2924 | 济南局集团   |
| 威海       | D2928 | 上海局集团   |
| 宜昌东     | D3006、D3026 | 武汉局集团   |
| 武昌       | D3022 | 上海局集团   |
| 南充北     | D3056 | 上海局集团   |
| 福州南     | D3103 | 南昌局集团   |
| 龙岩       | D3131、D3291 | 南昌局集团   |
| 赣州       | D3145 | 南昌局集团   |
| 景德镇北   | D3323 | 南昌局集团   |

### 管内始发列车
| 车次 | 目的地 | 备注 |
| --- | ------ | --- |
| 经沪宁城际：G7102、G7106、G7108、G7110 G7114、G7118、G7120、G7124、G7126、G7130 经沪苏通铁路、宁启铁路：C3772                                        | 南京   | 经沪宁城际运行的列车附有中国东方航空公司和上海铁路局“空铁联运”产品的虚拟航班号，虚拟航段区间为MU6461~MU6159 |
| 经京沪高铁：G7180 经沪昆高铁、宁杭高铁：G7391、G7395                                                                                                 | 南京南 | |
| G7132、G7136、G7196、G7206 | 安庆   | |
| G7148、G7152、G7156 | 芜湖   | |
| 经沪宁高铁、宁蓉线：G7140、G7144、G7160、G7164、G7178 经沪宁高铁、宁安高铁、合福高铁：G7726                                                          | 合肥南 | |
| G7160 | 六安   | |
| G7164、G7186 | 亳州南 | |
| G7168 | 池州   | |
| G7176 | 宣城   | |
| G7182、G7788 | 界首南 | G7788西安局担当                                                                                             |
| 经京沪高铁：G7190 经沪苏通铁路、盐通高铁：G8330、G8362、G8364、C3792 经沪宁城际、连镇客专：C3752                                                     | 徐州东 | |
| 经京沪高铁：G7193 | 丽水   | |
| G7280、G7570 | 蚌埠南 | |
| G7301、G7303、G7305、G7307、G7309 | 黄山北 | |
| 经由沪昆高铁、金温新双线：G7331、G7333、G7339 经由沪昆高铁、杭绍台高铁、杭深线：G7521 经由沪昆高铁、杭深线：G7525、G7535、G7543、G7545、G7549、G7561 | 温州南 | |
| 经由沪昆高铁、金温新双线：G7335、G7337、G7347 经由沪昆高铁、杭深线：G7501、G7537                                                                     | 苍南   | |
| G7343 | 瑞安   | |
| G7351 | 宜兴   | |
| G7355 | 杭州   | |
| G7363 | 温岭   | |
| G7365 | 江山   | |
| G7367 | 乐清   | |
| G7381、G7383 | 衢州   | |
| G7399 | 金华南 | 哈尔滨局担当                                                                                                |
| G7446、D5562 | 阜阳西 | |
| G7503、G7541 | 台州西 | |
| G7507、G7509、G7515、G7517、G7519、G7529 | 宁波   | |
| G7527 | 宁海   | |
| G7551、G7553 | 千岛湖 | |
| G7555 | 杭州东 | |
| G7557 | 三门县 | |
| G8256 | 铜陵   | |
| 经连镇客专、青盐线：G8302、D5666 经沪苏通线、盐通客专、青盐线：G8354、G8356、C3790                                                                   | 连云港 | |
| G8304 | 扬州东 | |
| G8358、G8360（非每日开）、C3752 | 盐城   | G8358兰州局担当                                                                                             |
| C3702、C3706、C3710、C3718、C3726、C3730、C3738（非每日开）                                                                                          | 南通   | C3710成都局担当                                                                                             |
| C3794 | 扬州   | |
| C3796、C3798 | 泰州   | |
| D5466 | 启东   | |

### 过路列车
| 列车所属路局 | 目的地 |
| ------------ | --- |
| 北京局集团   | 北京南、杭州东 |
| 成都局集团   | 贵阳北、南京南 |
| 广州局集团   | 广州南、连云港、南通、珠海 |
| 上海局集团   | 安庆、北京南、苍南、重庆北、赣州、杭州、杭州东、杭州南、合肥南、淮安东、淮北、淮南南、黄山北、嘉兴南、江山、昆明南、昆明南、丽水、连云港、龙岩、六安、庐江西、南京、南京南、南通、宁波、启东、千岛湖、青岛北、衢州、上海、上海南、深圳北、宿迁、台州西、温州南、徐州东、扬州、扬州东、张家港、郑州东 |
| 南昌局集团   | 九江、无锡东 |
| 沈阳局集团   | 苍南、沈阳北 |
| 太原局集团   | 嘉兴南、运城北 |
| 武汉局集团   | 汉口、嘉兴南 |

## 公共交通

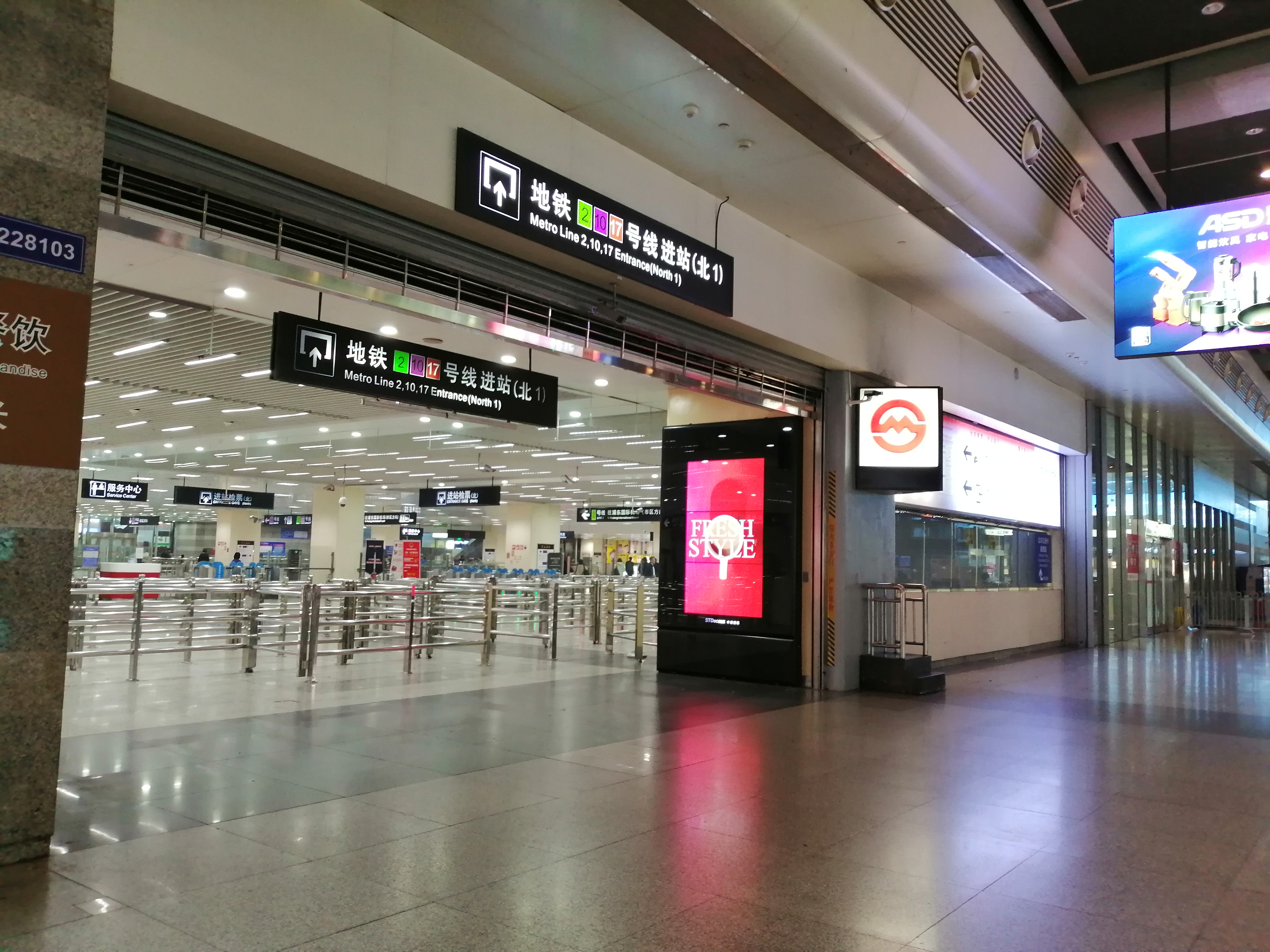
地铁虹桥火车站站北侧进站口

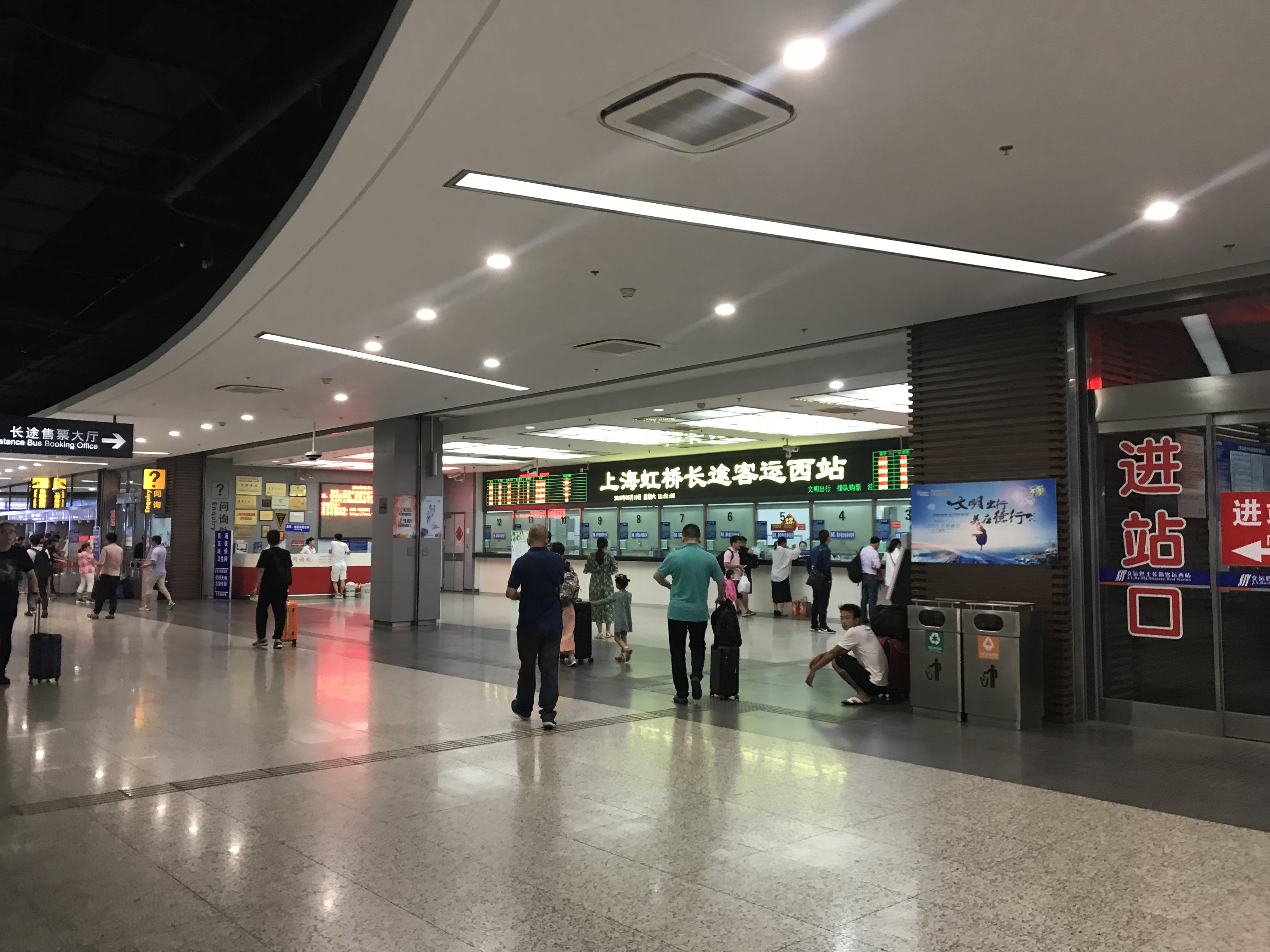
上海虹桥长途客运西站

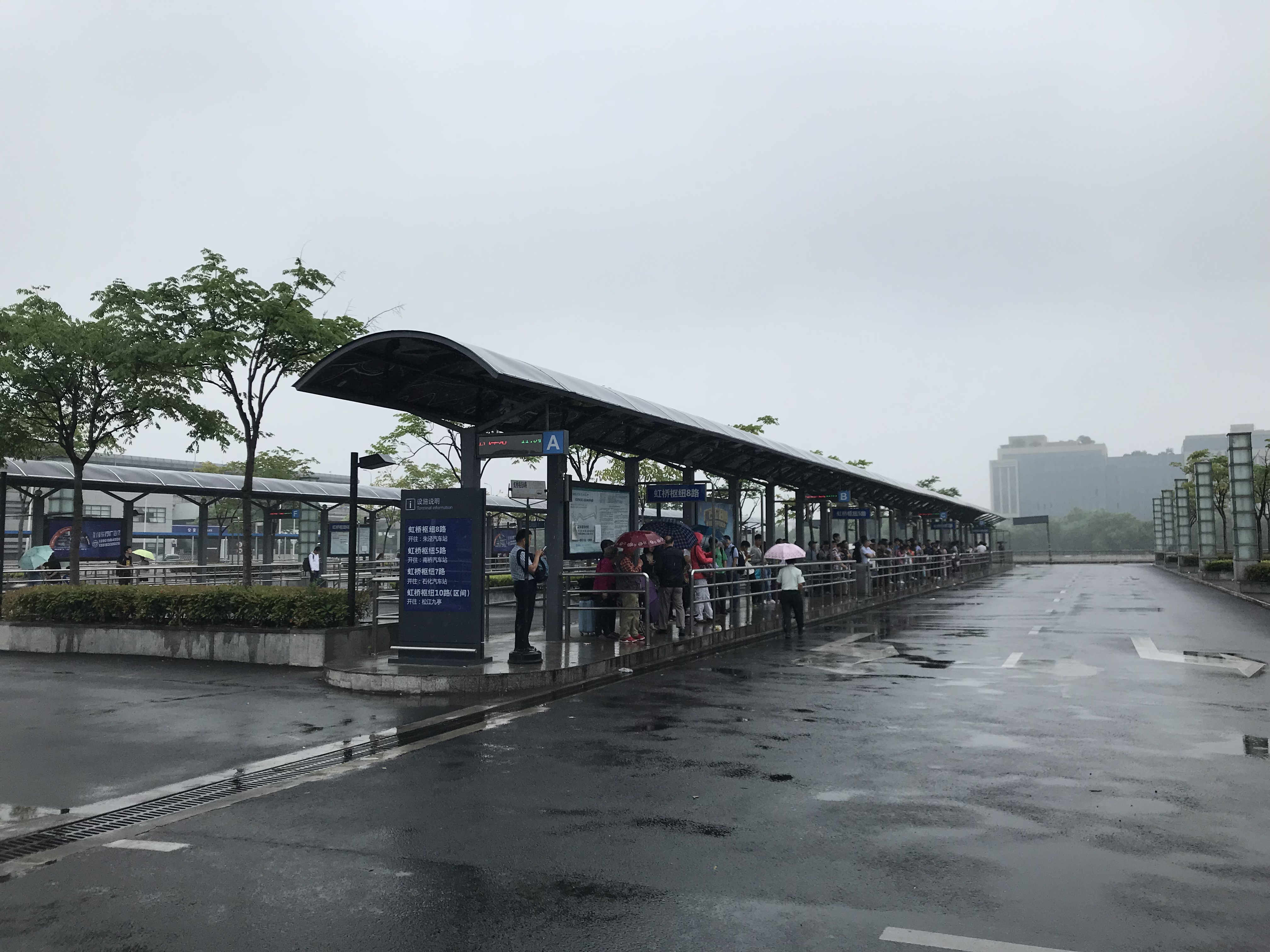
公交虹桥西交通中心站

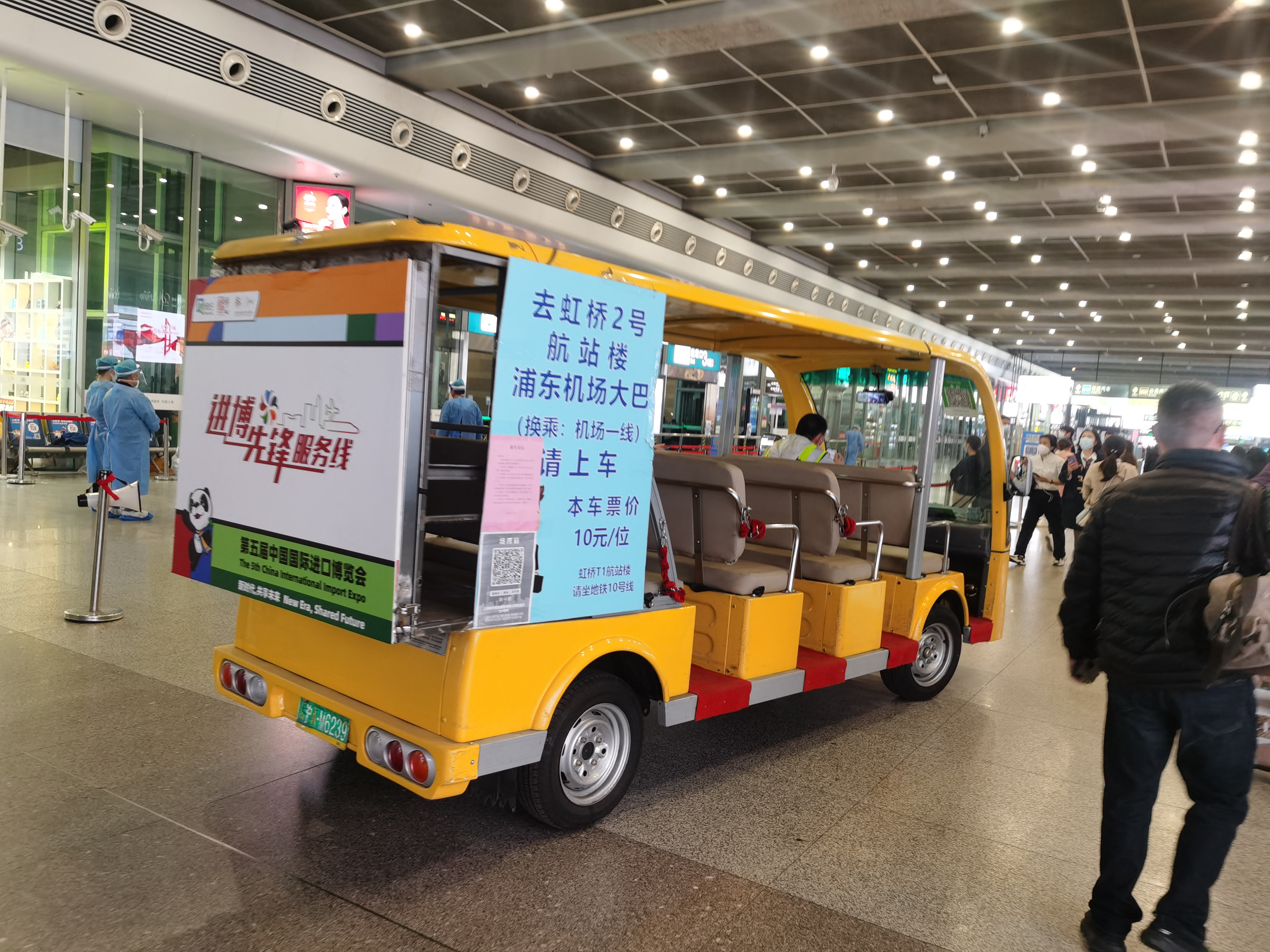
虹桥火车站前往虹桥机场2号航站楼及浦东机场大巴的接驳车

### 轨道交通
上海地铁虹桥火车站站位于上海虹桥站B1层到大厅西侧以及地下，到达口北/南10至15之间。车站于2010年7月1日上海虹桥站投运之时开放，为上海轨道交通2号线、10号线及轨道交通17号线（原规划20号线、青浦线）的换乘站。
虹桥站东侧预留的磁悬浮场改建为上海市域铁路虹桥2号航站楼站，引入联络虹桥枢纽和浦东国际机场的上海轨道交通机场联络线，向北联通嘉定城区，向南通达莘庄镇并预留南北延伸的嘉闵线以及向西通往青浦并继续向西进入嘉兴和湖州的上海示范区线。

### 公交
虹桥火车站配有两个服务公交站点，分别为虹桥枢纽东交通中心虹桥西交通中心。东交通中心位于虹桥机场2号航站楼，主要负责机场与城际轨道交通的换乘；西交通中心位于铁路站房西侧，主要为铁路旅客提供交通接驳。
| 虹桥枢纽西交通中心 |               |                |                                                               |
| 候车岛             | 公交车        | 起点站         | 终点站                                                        |
| A                  | 虹桥枢纽8路   | 虹桥西交通中心 | 朱泾汽车站                                                    |
| B                  | 虹桥枢纽5路   | 虹桥西交通中心 | 南桥汽车站                                                    |
| C                  | 虹桥枢纽7路   | 虹桥西交通中心 | 石化汽车站                                                    |
| D                  | 未开通        | 未开通         | 未开通                                                        |
| E                  | 虹桥枢纽10路  | 虹桥西交通中心 | 松江城东站。                                                  |
| F                  | 虹桥枢纽6路   | 虹桥西交通中心 | 青浦汽车站。                                                  |
| G                  | 虹练定班线    | 虹桥西交通中心 | 练塘汽车站                                                    |
| H                  | 虹桥枢纽5路   | 虹桥西交通中心 | 南桥汽车站                                                    |
| H                  | 虹桥枢纽1路   | 虹桥西交通中心 | 上海南站（北广场）                                            |
| H                  | 320路         | 虹桥西交通中心 | 延安东路中山东一路                                            |
| H                  | 835路         | 申昆路枢纽站   | 申昆路枢纽站                                                  |
| I                  | 未开通        | 未开通         | 未开通                                                        |
| J                  | 未开通        | 未开通         | 未开通                                                        |
| K                  | 闵行23路      | 宁虹路申滨路   | 申长路甬虹路                                                  |
| L                  | 173路         | 莘庄地铁站     | 金耀路鹤霞路（江桥） 往金耀路鹤霞路方向单向停靠虹桥西交通中心 |
| L                  | 189路（区间） | 虹桥西交通中心 | 纪王                                                          |

## 争议

### 接驳不便
上海虹桥站的最初是按照日均保障370对高铁来规划。而现在车站平日正常运行列车约560对，到了春运时期则会达到每日600余对。每日有许多旅客在上海虹桥站中转换乘各类交通工具，然而上海虹桥站周边并没有足够的诸如旅馆的配套设施，使得部分中转乘客不得不进入上海城区过夜。
上海虹桥站的出租车资源非常紧缺，只有2条车道，每小时仅能运送1000人左右，远低于相邻虹桥机场的18条车道、每小时发送3000人次的能力。乘客和出租车司机平均等候时间大致在40分钟左右。而在春运时期，不少旅客会乘坐加班列车于夜间抵达车站，地铁的收班、夜间公交的小运量使得剩下的唯一交通工具——出租车的排队时间延长到了2个小时。紧缺的出租车资源使得非法营运的黑车司机拉客现象十分猖獗：根据东方网的报道，上海虹桥站在春运返程高峰时，到达层300米的行程有7个黑车司机拉客；而部分正规出租车司机则选择在停车场等生意，他们不打表、按人头收费“浦西50浦东100”。
2017年春运期间，上海地铁曾将接驳地铁的末班时间延长到次日一点，结果证实分流效果显著：每趟加班车可以容纳上千名旅客、出租车排队区域旅客数量明显减少。然而有旅客提出质疑，称“既然地铁疏导旅客作用这么有效果，为什么不尽早实施？为什么不再增开一趟10号线？这种地铁延长至1点是临时调度还是在今后的高峰期间以常态出现？”对此上海市交通委的解释称，由于之前加班的2号线地铁列车均未有满载，因此并没有加开10号线；而地铁工作人员则透露是因为从人员成本方面的考虑。
此外，上海虹桥站曾在运营初期出现过出租车“南北两重天”的情况。2010年南出租车候客点一天约需4000辆次出租车，而北侧需求量比南侧少三成多，出现了“南侧人等车、北侧车等人”的矛盾情况。根据新闻晨报记者的调查：由于南出租车候客点的进路比较难找，导致出租车司机不愿意到南蓄车池候客；同时旅客从南侧上客可通过延安路高架前往上海市区大部，因此大部分旅客更偏爱到南蓄车池等候，由此造成了南北冷热不均的情况。后来随着司机们越来越熟悉虹桥站周边交通，南蓄车场的出租车开始增加，冷热不均矛盾比原来有所缓解。